# Mysterio (zespół muzyczny)
Mysterio – szwajcarski zespół muzyczny założony w 1996 roku, działający do 1997 roku. Zespół wydał dwa albumy: Can U Feel The Magic oraz Vamos w formie płyt CD i kaset magnetofonowych.